# Malé
Malé (/ˈmɑːlɛ/, tiếng Dhivehi: މާލެ) là thủ đô và thành phố đông dân nhất của Cộng hòa Maldives. Đây là một trong những thành phố có mật độ dân số cao nhất thế giới, với dân số 252.768 người và diện tích 9,27 kilômét vuông (3,58 dặm vuông Anh). Thành phố về mặt địa lý tọa lạc tại phía nam nhóm đảo san hô Bắc Malé (rạn san hô vòng Kaafu). Về mặt hành chính, thành phố gồm một đảo trung tâm, một đảo sân bay, và hai đảo khác được quản lý bởi Hội đồng Thành phố Malé.
Đây từng là đảo của Vua, mà tại đó những vị quân chủ cai quản đất nước và là nơi cung điện tọa lạc. Thành phố khi đó được gọi là Mahal. Nó từng là một thành phố với tường thành và cổng ra vào (doroshi). Cung điện hoàng gia (Gan'duvaru) và pháo đài đã bị phá huỷ dưới thời tổng thống Ibrahim Nasir, sau khi nền quân chủ bị xóa bỏ năm 1968. Những năm gần đây, đảo đã được mở rộng nhờ dự án lấy đất lấn biển.

## Tổng quan
Malé tọa lạc tại phía nam rạn san hô vòng Kaafu, trung tâm thành phố nằm ở đảo Malé. Ba đảo khác cũng giúp hình thành nên thành phố. Bến cảng thương mại ở đảo chính cũng là tâm điểm của mọi hoạt động thương mại quốc gia.
Đảo chính được đô thị hóa cao độ, với phần công trình xây dựng chiếm toàn bộ đảo. Gần một phần ba dân sô Maldives sống tại thủ đô; dân số đã tăng lên từ 20.000 người năm 1987 tới 100.000 người năm 2006. Nhiều người Maldivies và những cư dân ngoại quốc tại những phần khác của Maldives vẫn đến đảo để sống trong một thời gian vì đây là trung tâm hành chính và kinh tế đất nước.
Owing to the large amount of tuna fish offal and blood, the waters around that sandbank looked like a big pool of blood ("maa ley gandeh": "maa" (from the Tiếng Phạn मह "maha", meaning big, and "lē" blood). Traditionally the first inhabitants of the Maldives, which include the Giravaru people, didn't have kings. They lived in a simple society and were ruled by local headmen.

## Lịch sử
Toàn bộ nhóm đảo, Maldives, thực tế được đặt theo tên thủ đô của nó. Từ "Maldives" có nghĩa là "những hòn đảo (dives) của Malé".
Những người định cư đầu tiên ở quần đảo Maldives là người Dravida đến từ bờ biển lân cận tại tiểu lục địa Ấn Độ hiện đại và Ceylon. Các nghiên cứu so sánh về các truyền thống ngôn ngữ, truyền miệng và văn hóa khác của Maldives, cùng với văn hóa dân gian, cho thấy sự ảnh hưởng mạnh mẽ của người Dravida đối với xã hội Maldives, với trung tâm là Malé, từ thời cổ đại. Những người Giraavaru của đảo Giraavaru khẳng định họ có gốc từ những người định cư Tamil đầu tiên của Maldives.
Người ta cho rằng những dân cư Tamil đầu tiên tới đây đã gọi quần đảo này là Malaitivu, có nghĩa là Quần đảo Vòng hoa hay Quần đảo Chuỗi. Theo truyền thuyết địa phương, các ngư dân Giraavaru thường xuyên đến một bãi cát ( finolhu ) lớn ở rìa phía nam của quần đảo san hô để làm sạch cá ngừ sau khi đánh bắt. Do có một lượng lớn nội tạng và máu cá ngừ, vùng nước xung quanh bãi cát đó trông giống như một bể máu lớn ("maa ley gandeh": "maa" (từ tiếng Phạn मह "maha", nghĩa là lớn' 'và "lē"' 'máu). Theo truyền thống, những cư dân đầu tiên của Maldives, bao gồm người Giravaru, không có vua. Họ sống trong một xã hội đơn giản và được cai trị bởi những người đứng đầu địa phương.
Tuy nhiên, một ngày nọ, một hoàng tử từ tiểu lục địa tên là Koimala đi một con thuyền lớn tới quần đảo Malé. Người dân Giraavaru phát hiện ra tàu của ông từ xa và chào đón ông. Họ cho phép Koimala định cư trên bãi cát rộng lớn đó giữa dòng nước nhuốm máu cá. Cây được trồng trên bãi cát và người ta nói rằng cây đầu tiên mọc trên đó là cây đu đủ. (Tuy nhiên, đây có thể ám chỉ bất kỳ cây ăn quả bởi từ tiếng Dhivehi cổ xưa và từ tiếng Dhivehi trong thời hiện đại, đối với trái cây (falhoa) có dạng giống như từ đu đủ.) Thời gian trôi qua, người dân đảo địa phương chấp nhận sự cai trị của Hoàng tử phương Bắc. Người ta xây dựng một cung điện được xây dựng và hòn đảo có tên chính thức là Maa-le (Malé), trong khi hòn đảo gần nhất được đặt tên là Hulhu-le.

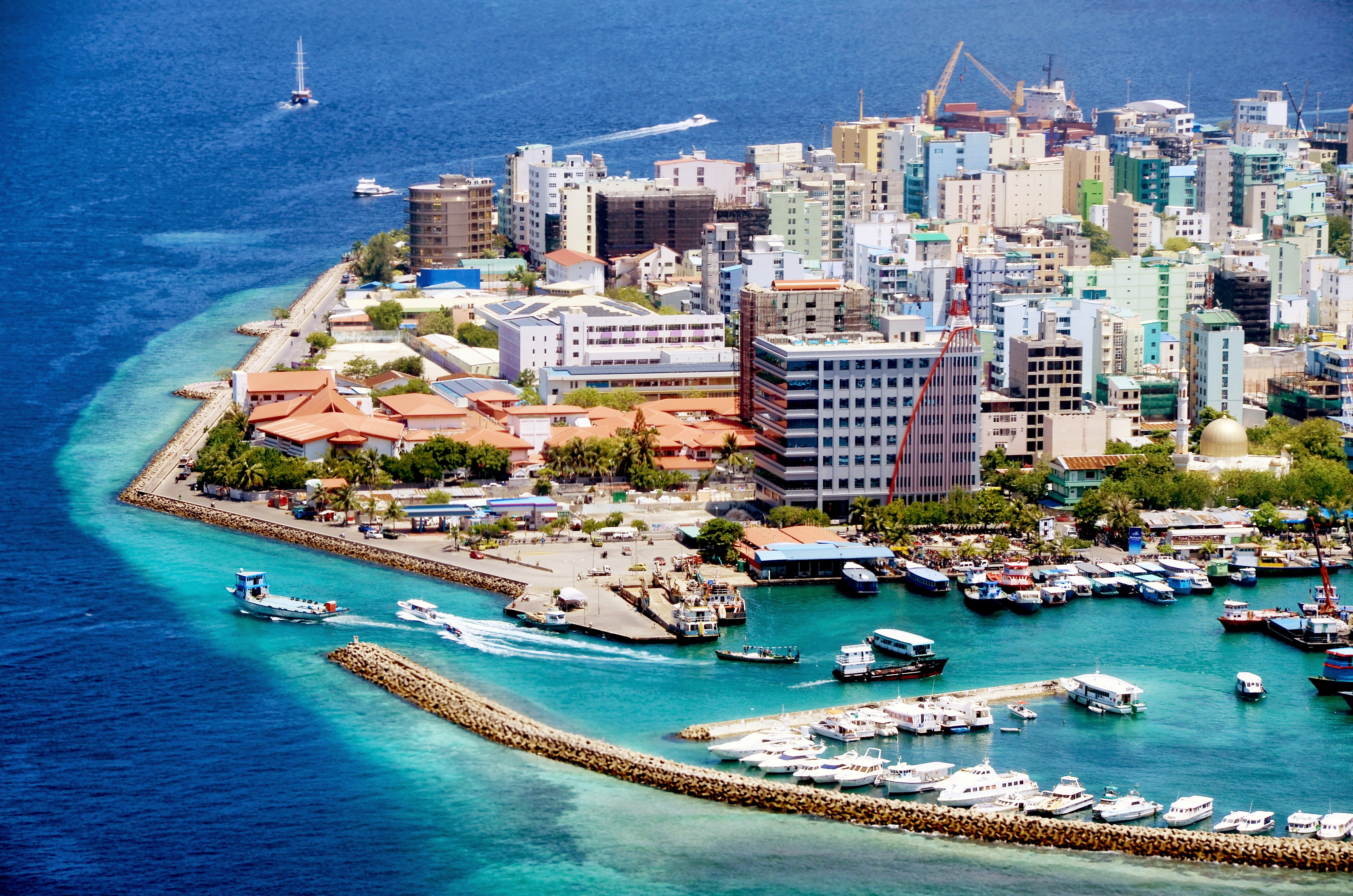
Male

Khi Ibn Battouta tới Malé vào năm 1343, ông có những mô tả khá bao quát về thành phố cũng như toàn bộ Quần đảo Maldives. Ông nói rằng Nữ hoàng Reendi Khadeeja có một dinh thự ở Malé, mà từ các đặc điểm của nó có thể hình dung được các cung điện của những người cai trị sultan sau này ở trung tâm của hòn đảo. Trong cung điện có một số hố chứa vỏ ốc cowrie. Ibn Battouta cũng đề cập đến một số nhà thờ Hồi giáo bằng gỗ.
Malé được sultan Muhammad Imaduddin củng cố vào thế kỷ 17. Ông cho người xây dựng các bức tường ở phía bắc, phía đông và phía tây của hòn đảo.
Bến cảng bên trong được sử dụng bởi các tàu đánh cá và thuyền dhoni nhỏ, trong khi các tàu lớn hơn phải neo đậu ở cảng bên ngoài, giữa các đảo Vilingili và Hulhule. Hòn đảo có diện tích chưa đầy một dặm vuông và được bao quanh bởi một đầm nước nông.
Malé có 2148 cư dân vào năm 1888, nhưng việc gia tăng dân số dẫn tới không đủ không gian cho nhà ở. Các pháo đài cũ và các bức tường hư hỏng bị dỡ bỏ vào giai đoạn 1925-1927 dưới triều đại của vua Muhammad Shamsuddin III, và được xây dựng lại ở quy mô nhỏ hơn. Các con đường cũng được mở rộng và làm thẳng. Các nghĩa trang cũng đã được dọn sạch để có được nhiều không gian nhà ở hơn.
Cung điện Hoàng gia (Gan'duvaru) cùng với pháo đài bị phá hủy khi thành phố được tu sửa dưới thời Tổng thống Ibrahim Nasir sau khi chế độ quân chủ bị bãi bỏ vào năm 1968. Chỉ còn lại Bảo tàng Quốc gia, dinh của vị vua cuối cùng, cũng như Nhà thờ Thứ Sáu Malé.
Dân số của Malé đã sớm tăng lên 11.453 vào năm 1967 và 29.522 vào năm 1977. Để phục vụ cho dân số ngày càng tăng, đến năm 1986, đầm cạn quanh Malé đã được khai hoang.
Nơi được linh thiêng nhất ở Malé là Medhu Ziyaaraiy, bên kia đường của Nhà thờ Thứ Sáu Malé: đây là nơi đặt ngôi mộ của Shaikh Abdul Barakat Yusuf, người được coi là đưa Maldives trở thành quốc gia Hồi giáo vào năm 1153.

## Địa lý

### Khí hậu
Malé có khí hậu nhiệt đới gió mùa dựa trên phân loại khí hậu Köppen. Thành phố có cả mùa mưa và mùa khô, trong đó mùa mưa kéo dài từ tháng 4 đến tháng 1 và mùa khô hơn bao gồm các tháng 2 và tháng 3. Không giống như một số thành phố có cùng khí hậu này, Malé có nhiệt độ tương đối ổn định trong suốt cả năm, với mức cao trung bình là 30 °C hay 86 °F và mức thấp trung bình là 26,5 °C hay 79,7 °F, tương đương với trung bình hàng ngày quanh năm của nhiều thành phố tại xích đạo. Thành phố có lượng mưa trung bình hàng năm trên 1.900 milimét hay 75 inch. Nhiệt độ cao quanh năm một phần do Maldives có cao độ thấp nhất trên thế giới.
| Dữ liệu khí hậu của Malé (1981–2000, số liệu cao nhất 1966–nay)                           | Dữ liệu khí hậu của Malé (1981–2000, số liệu cao nhất 1966–nay) | Dữ liệu khí hậu của Malé (1981–2000, số liệu cao nhất 1966–nay) | Dữ liệu khí hậu của Malé (1981–2000, số liệu cao nhất 1966–nay) | Dữ liệu khí hậu của Malé (1981–2000, số liệu cao nhất 1966–nay) | Dữ liệu khí hậu của Malé (1981–2000, số liệu cao nhất 1966–nay) | Dữ liệu khí hậu của Malé (1981–2000, số liệu cao nhất 1966–nay) | Dữ liệu khí hậu của Malé (1981–2000, số liệu cao nhất 1966–nay) | Dữ liệu khí hậu của Malé (1981–2000, số liệu cao nhất 1966–nay) | Dữ liệu khí hậu của Malé (1981–2000, số liệu cao nhất 1966–nay) | Dữ liệu khí hậu của Malé (1981–2000, số liệu cao nhất 1966–nay) | Dữ liệu khí hậu của Malé (1981–2000, số liệu cao nhất 1966–nay) | Dữ liệu khí hậu của Malé (1981–2000, số liệu cao nhất 1966–nay) | Dữ liệu khí hậu của Malé (1981–2000, số liệu cao nhất 1966–nay) |
| Tháng                                                                                     | 1                                                               | 2                                                               | 3                                                               | 4                                                               | 5                                                               | 6                                                               | 7                                                               | 8                                                               | 9                                                               | 10                                                              | 11                                                              | 12                                                              | Năm                                                             |
| ----------------------------------------------------------------------------------------- | --------------------------------------------------------------- | --------------------------------------------------------------- | --------------------------------------------------------------- | --------------------------------------------------------------- | --------------------------------------------------------------- | --------------------------------------------------------------- | --------------------------------------------------------------- | --------------------------------------------------------------- | --------------------------------------------------------------- | --------------------------------------------------------------- | --------------------------------------------------------------- | --------------------------------------------------------------- | --------------------------------------------------------------- |
| Cao kỉ lục °C (°F)                                                                        | 32.8 (91.0)                                                     | 32.6 (90.7)                                                     | 33.2 (91.8)                                                     | 35.0 (95.0)                                                     | 34.2 (93.6)                                                     | 33.2 (91.8)                                                     | 32.5 (90.5)                                                     | 32.8 (91.0)                                                     | 32.4 (90.3)                                                     | 32.5 (90.5)                                                     | 32.6 (90.7)                                                     | 32.6 (90.7)                                                     | 35.0 (95.0)                                                     |
| Trung bình ngày tối đa °C (°F)                                                            | 30.3 (86.5)                                                     | 30.7 (87.3)                                                     | 31.4 (88.5)                                                     | 31.6 (88.9)                                                     | 31.2 (88.2)                                                     | 30.6 (87.1)                                                     | 30.5 (86.9)                                                     | 30.4 (86.7)                                                     | 30.2 (86.4)                                                     | 30.2 (86.4)                                                     | 30.1 (86.2)                                                     | 30.1 (86.2)                                                     | 30.6 (87.1)                                                     |
| Trung bình ngày °C (°F)                                                                   | 28.0 (82.4)                                                     | 28.3 (82.9)                                                     | 28.9 (84.0)                                                     | 29.2 (84.6)                                                     | 28.8 (83.8)                                                     | 28.3 (82.9)                                                     | 28.2 (82.8)                                                     | 28.0 (82.4)                                                     | 27.8 (82.0)                                                     | 27.8 (82.0)                                                     | 27.7 (81.9)                                                     | 27.8 (82.0)                                                     | 28.2 (82.8)                                                     |
| Tối thiểu trung bình ngày °C (°F)                                                         | 25.7 (78.3)                                                     | 25.9 (78.6)                                                     | 26.4 (79.5)                                                     | 26.8 (80.2)                                                     | 26.3 (79.3)                                                     | 26.0 (78.8)                                                     | 25.8 (78.4)                                                     | 25.5 (77.9)                                                     | 25.3 (77.5)                                                     | 25.4 (77.7)                                                     | 25.2 (77.4)                                                     | 25.4 (77.7)                                                     | 25.8 (78.4)                                                     |
| Thấp kỉ lục °C (°F)                                                                       | 20.6 (69.1)                                                     | 22.6 (72.7)                                                     | 22.4 (72.3)                                                     | 21.8 (71.2)                                                     | 20.6 (69.1)                                                     | 22.1 (71.8)                                                     | 22.5 (72.5)                                                     | 21.0 (69.8)                                                     | 20.5 (68.9)                                                     | 22.5 (72.5)                                                     | 19.2 (66.6)                                                     | 22.0 (71.6)                                                     | 19.2 (66.6)                                                     |
| Lượng mưa trung bình mm (inches)                                                          | 114.2 (4.50)                                                    | 38.1 (1.50)                                                     | 73.9 (2.91)                                                     | 122.5 (4.82)                                                    | 218.9 (8.62)                                                    | 167.3 (6.59)                                                    | 149.9 (5.90)                                                    | 175.5 (6.91)                                                    | 199.0 (7.83)                                                    | 194.2 (7.65)                                                    | 231.1 (9.10)                                                    | 216.8 (8.54)                                                    | 1.901,4 (74.86)                                                 |
| Số ngày mưa trung bình                                                                    | 6                                                               | 3                                                               | 5                                                               | 9                                                               | 15                                                              | 13                                                              | 12                                                              | 13                                                              | 15                                                              | 15                                                              | 13                                                              | 12                                                              | 131                                                             |
| Độ ẩm tương đối trung bình (%)                                                            | 78.0                                                            | 77.0                                                            | 76.9                                                            | 78.1                                                            | 80.8                                                            | 80.7                                                            | 79.1                                                            | 80.5                                                            | 81.0                                                            | 81.7                                                            | 82.2                                                            | 80.9                                                            | 79.7                                                            |
| Số giờ nắng trung bình tháng                                                              | 248.4                                                           | 257.8                                                           | 279.6                                                           | 246.8                                                           | 223.2                                                           | 202.3                                                           | 226.6                                                           | 211.5                                                           | 200.4                                                           | 234.8                                                           | 226.1                                                           | 220.7                                                           | 2.778,2                                                         |
| Nguồn 1: Tổ chức Khí tượng Thế giới                                                       |                                                                 |                                                                 |                                                                 |                                                                 |                                                                 |                                                                 |                                                                 |                                                                 |                                                                 |                                                                 |                                                                 |                                                                 |                                                                 |
| Nguồn 2: NOAA (độ ẩm tương đối và ngày nắng 1961-1990), Meteo Climat (cao và thấp kỷ lục) |                                                                 |                                                                 |                                                                 |                                                                 |                                                                 |                                                                 |                                                                 |                                                                 |                                                                 |                                                                 |                                                                 |                                                                 |                                                                 |

### Phân cấp hành chính
Thành phố được chia thành sáu đơn vị hành chính, bốn trong số đó là trên đảo Malé: Henveiru, Galolhu, Maafannu và Macchangolhi. Hòn đảo Vilingili gần đó trước đây là một khu du lịch và trước đó nữa vẫn còn là một nhà tù, là khu vực thứ năm (Vilimalé). Đơn vị hành chính thứ sáu là Hulhumalé, một đảo nhân tạo có người ở từ năm 2004. Ngoài ra, đảo sân bay Hulhule là một phần của thành phố. Chính phủ đã lên kế hoạch phát triển rạn san hô Gulhi Falu, triển khai vào năm 2008
| \| STT \| Đơn vị \| Diện tích (km2) \| Dân số Điều tra 2014 \| \| --- \| ---------------- \| --------------- \| -------------------- \| \| 1 \| Henveiru \| 0,591 \| 27.254 \| \| 2 \| Galolhu \| 0,276 \| 23.062 \| \| 3 \| Machchangolhi \| 0,326 \| 22.745 \| \| 4 \| Maafannu \| 0,759 \| 36.437 \| \| 1-4 \| Malé (đảo) \| 1,952 \| 109.498 \| \| 5 \| Vilimalé \| 0,318 \| 7.516 \| \| 6 \| Hulhumalé \| 4,0 \| 14.843 \| \| 7 \| Hulhule \| 3,0 \| - \| \| 5-7 \| Các quần đảo \| 7,318 \| 22.359 \| \| \| Malé (thành phố) \| 9,27 \| 133.412 \| | Malé Hen. Gal. Mac. Maa. 5 Villingili 6 Hulhulmalé ← Gulhi Falhu Hulhulé Dho. Fun. Malé: Gal. = 1 Galolhu Hen. = 2 Henveiru Maa. = 3 Maafannu Mac. = 4 Machchangolhi không thuộc thành phố Malé: Dho. = Dhoonidhoo (Đảo Nhà tù) Fun. = Funadhoo |                 |                      |
| STT | Đơn vị | Diện tích (km2) | Dân số Điều tra 2014 |
| 1 | Henveiru | 0,591           | 27.254               |
| 2 | Galolhu | 0,276           | 23.062               |
| 3 | Machchangolhi | 0,326           | 22.745               |
| 4 | Maafannu | 0,759           | 36.437               |
| 1-4 | Malé (đảo) | 1,952           | 109.498              |
| 5 | Vilimalé | 0,318           | 7.516                |
| 6 | Hulhumalé | 4,0             | 14.843               |
| 7 | Hulhule | 3,0             | -                    |
| 5-7 | Các quần đảo | 7,318           | 22.359               |
| | Malé (thành phố) | 9,27            | 133.412              |

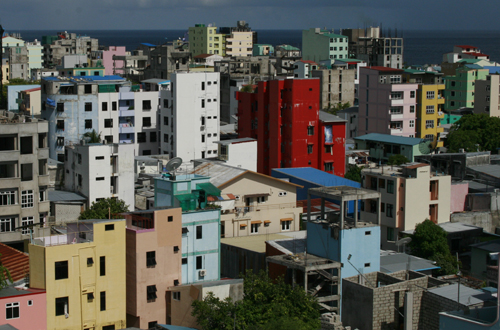
Quang cảnh Malé

Đảo Malé là hòn đảo có mật độ dân số cao thứ năm thế giới, và là đảo đông dân thứ 160 thế giới. Vì không có vùng nông thôn xung quanh, tất cả các cơ sở hạ tầng phải được đặt tại chính thành phố. Nước ăn uống được là nước ngầm đã quan khử muối; các công trình nước bơm nước lợ từ các giếng sâu 50–60 m (160–200 ft) trong thành phố và khử muối bằng cách sử dụng phương pháp thẩm thấu ngược. Điện được tạo ra nhờ sử dụng máy phát điện diesel. Nước thải chưa qua xử lý được bơm ra biển. Chất thải rắn được vận chuyển đến các đảo gần đó, và được sử dụng để lấp các đầm phá. Sân bay quốc tế Malé được xây dựng theo cách này và hiện tại đầm Thilafushi đang được lấp đầy.
Nhiều tòa nhà chính phủ và các cơ quan được đặt gần bờ biển. Sân bay quốc tế Malé nằm trên đảo Hulhule bao gồm một bến đỗ thủy phi cơ để vận tải trong nước. Một số dự án bồi đắp đất đã góp phần mở rộng bến cảng.

### Giao thông liên đảo

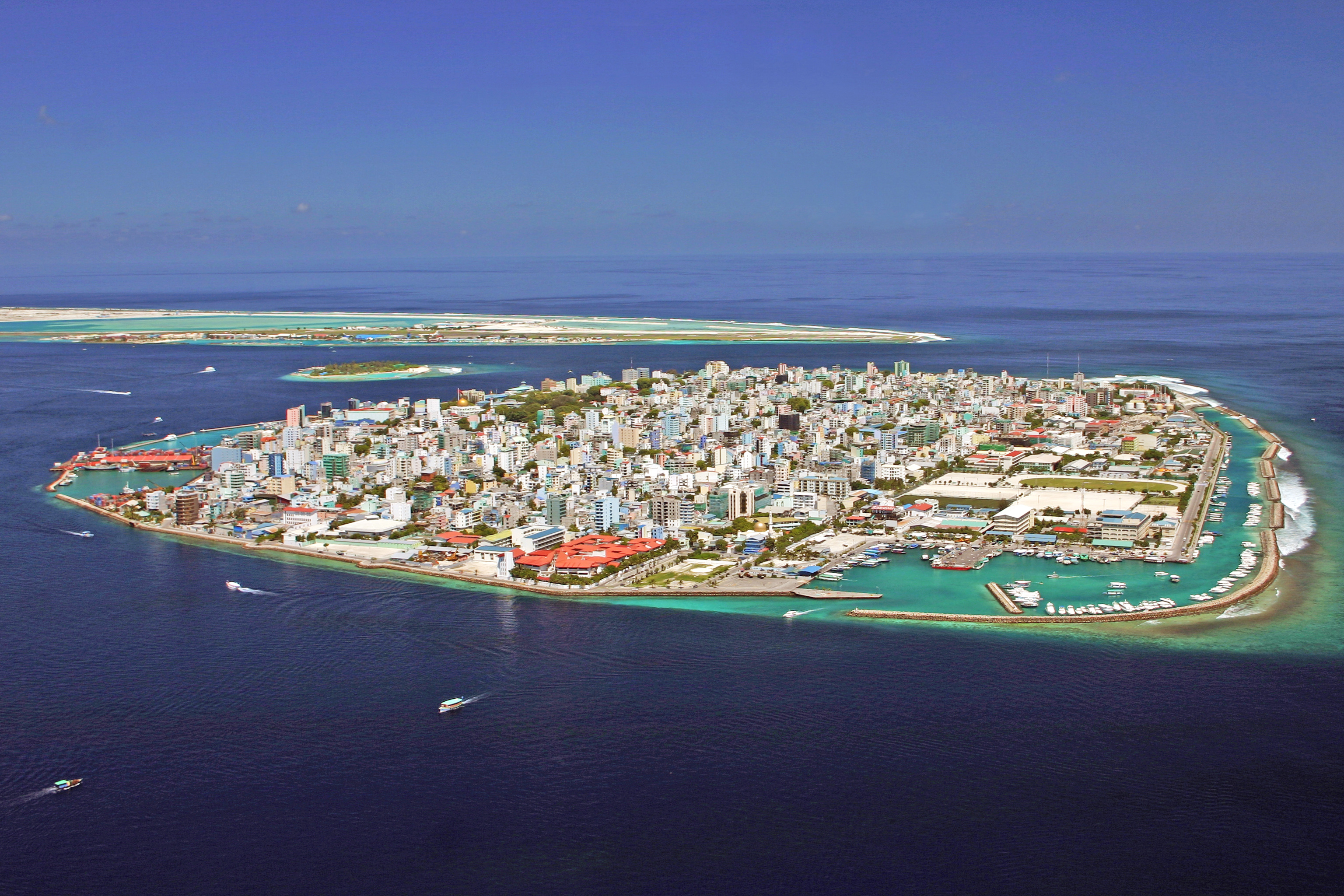
Toàn cảnh Malé

Vì Malé, Hulhulé và Hulhumalé hiện được liên kết bằng đường bộ, việc đi lại giữa các đảo có thể được thực hiện bằng đường bộ. Đối với các đảo khác, vận chuyển liên đảo là bằng phà.

## Giao thông

### Đường bộ
Mỗi hòn đảo của Malé được phục vụ bởi một mạng lưới đường trải nhựa dày đặc, được đặt tên là magu, hingun và goalhi. Giao thông đường bộ khá là đông đúc, đặc biệt là trên đảo Malé.
Malé và Đảo Hulhulé được liên kết với nhau bằng cầu Sinamalé, thông xe vào tháng 10 năm 2018, trong khi Hulhulé và Hulhumalé được liên kết thông qua một đường đắp xuyên biển, qua đó cho phép mạng lưới đường bộ của ba đảo được kết nối. Giao thông công cộng bao gồm một số tuyến xe buýt trong mỗi đảo, cũng như kết nối cả ba đảo.

### Đường không
Sân bay quốc tế Malé nằm ở Hulhulé là sân bay của thành phố cũng như sân bay chính ở Maldives. Với việc khánh thành cầu Sinamale, người ta có thể từ Malé tới sân bay bằng đường bộ. Trước khi khánh thành cầu, giao thông giữa sân bay và Malé phải thông qua dịch vụ phà. Hulhulé và Hulhumalé được kết nối thông qua một đường đắp xuyên biển kể từ khi Hulhumalé phát triển, quá đó những người ở Hulhumalé cũng có thể tới sân bay bằng đường bộ.

### Giao thông liên đảo
Vì Malé, Hulhulé và Hulhumalé hiện được liên kết bằng đường bộ, việc đi lại giữa các đảo có thể được thực hiện bằng đường bộ. Đối với các đảo khác, phương tiện giao thông là phà.

## Hình ảnh

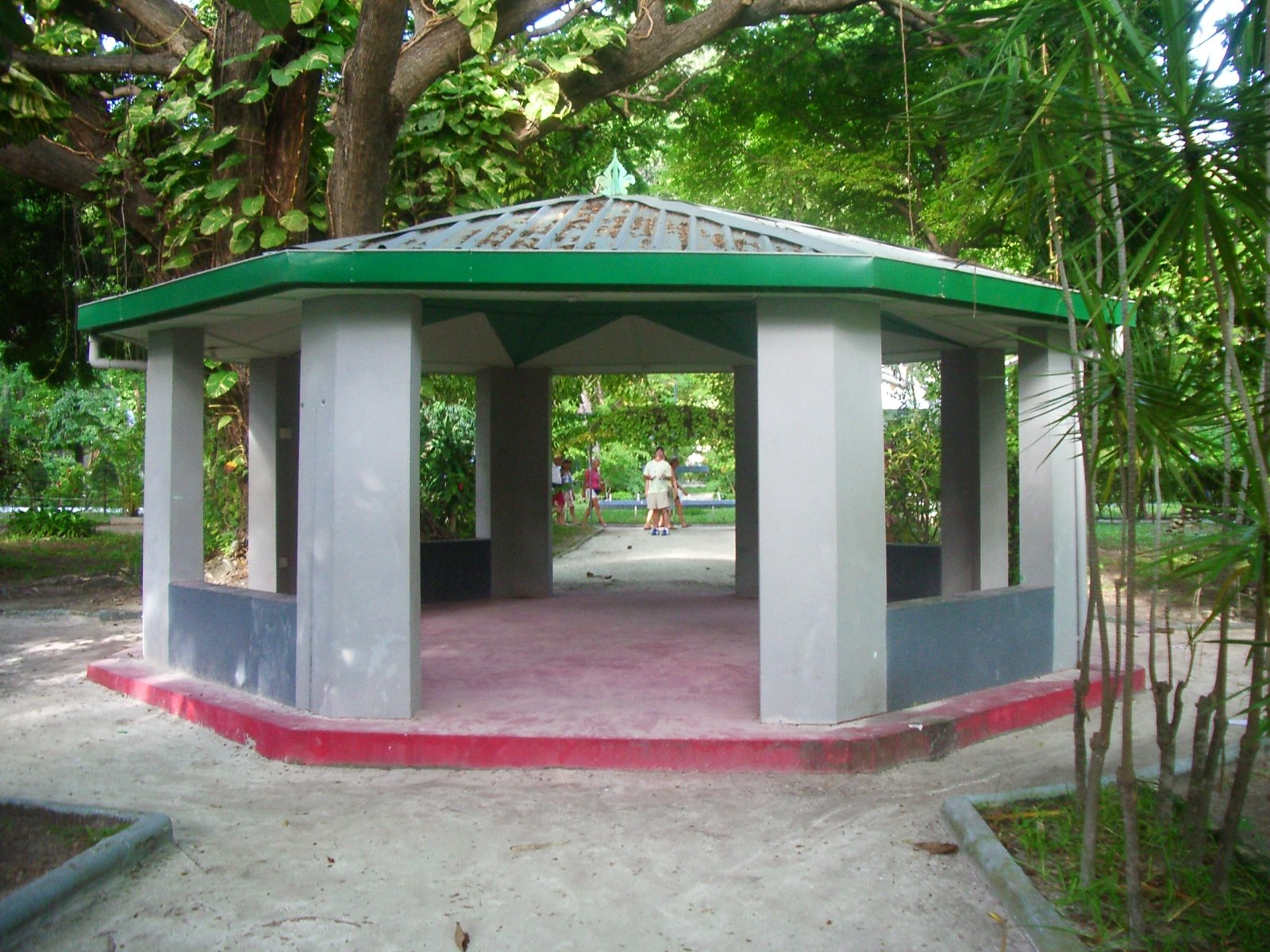
Sultans Gardens Park
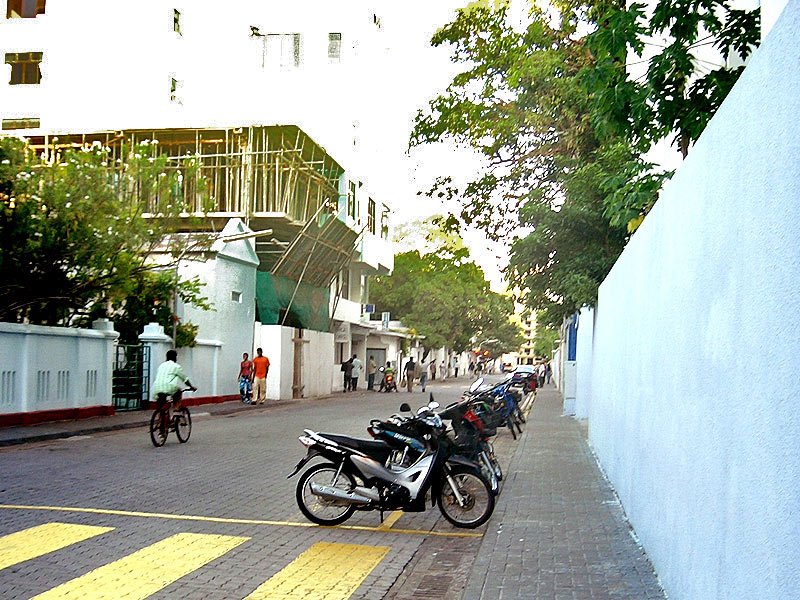
Tòa nhà Quốc hội cũ
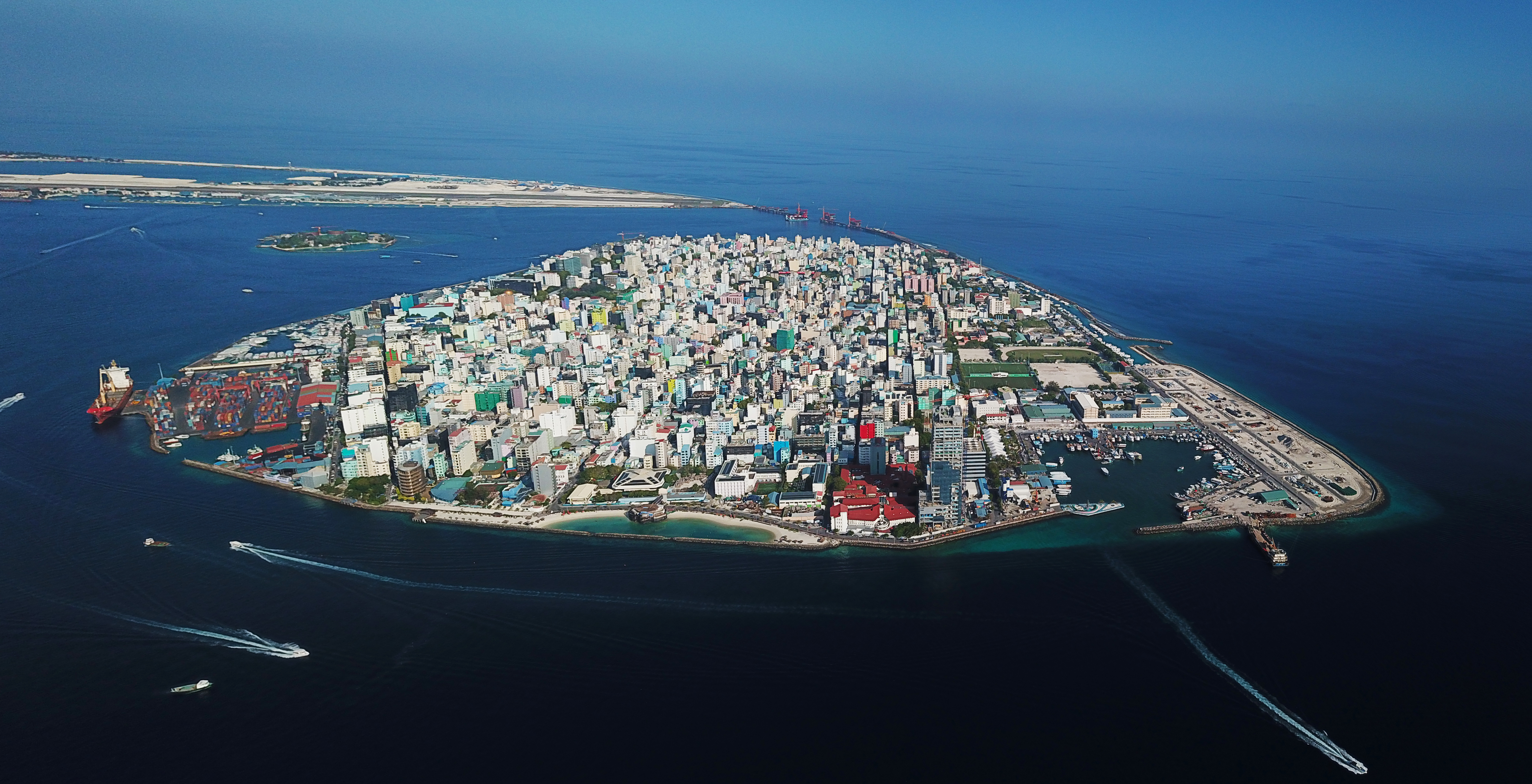
Toàn cảnh Maldives
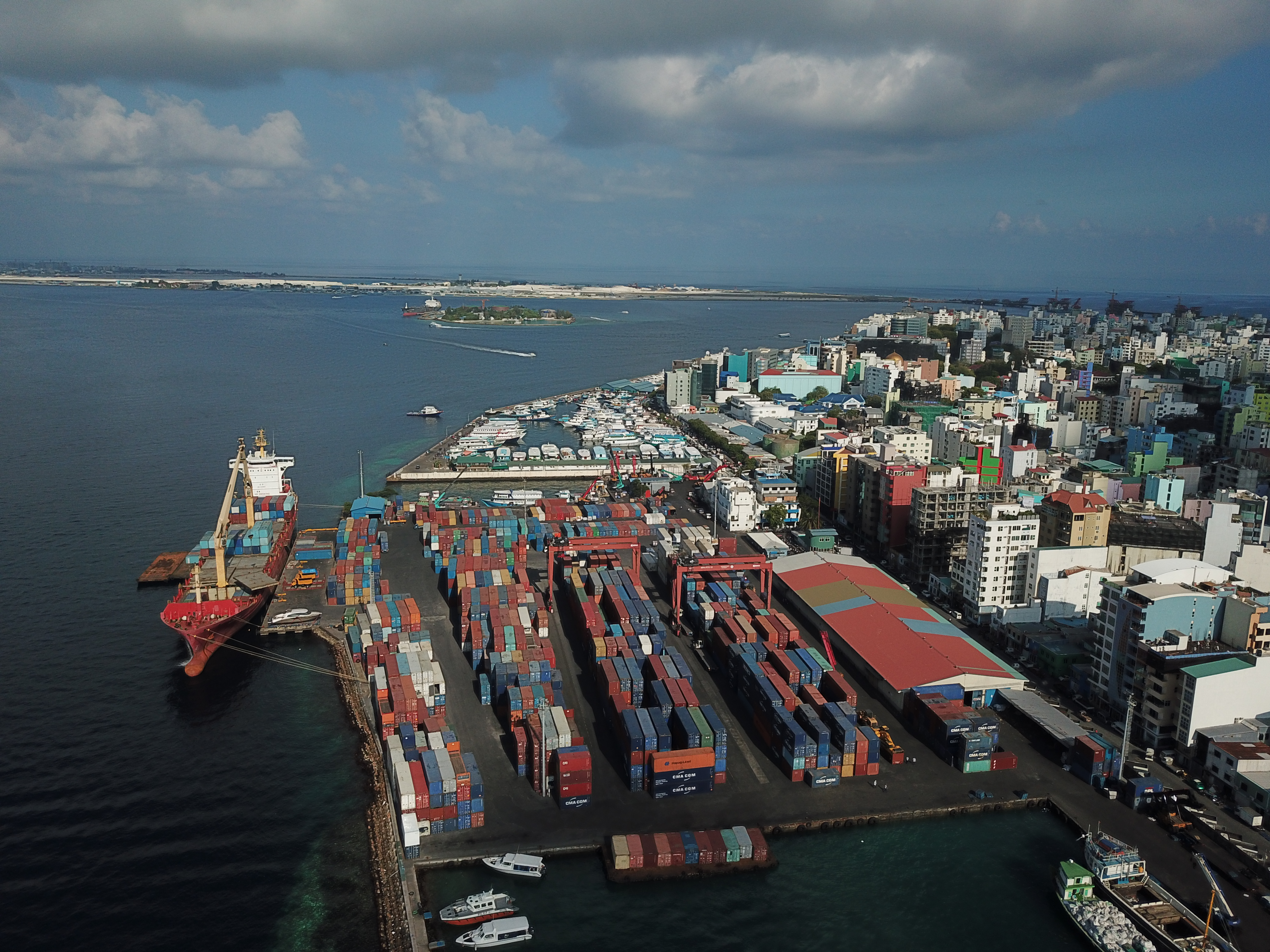
Hình ảnh cảng Malé từ trên cao